# 武阳之战
武陽之戰，是東漢末年在曹操統一北方的戰爭中，曹操以機動戰法，在東武陽等地大破黑山軍的戰役。
初平三年（192年）春天，東郡太守曹操，屯兵頓丘。黑山軍于毒部進攻武陽。諸將都請求發兵救援武陽，曹操卻主張襲擊于毒部的根據地，以圍魏救趙的方式解武陽之圍，于毒若回救，則武陽之圍自解；若其不撤武陽之兵，則可乘虛搗其老營。曹操於是統兵進擊黑山。于毒聞訊，即撤武陽之圍，回師救營，曹操又急轉兵鋒，北向內黃，黑山軍眭固部及匈奴南單于之子於扶羅部皆被曹軍擊敗。